# موزه مسیحیان آماکوسا
موزه مسیحیان آماکوسا (به ژاپنی: 天草市立天草キリシタン館 Amakusa shiritsu Amakusa kirishitankan) در آماکوسا، کوماموتو، ژاپن، در سال ۱۹۶۶ افتتاح شد و تا ماه مارس ۲۰۱۴ چهار میلیون نفر بازدید کننده داشته است.
آثاری در مورد میراث مسیحیان ژاپن، فرهنگ خارجیان در دوره قبل از ادو در ژاپن، آزار و اذیت مسیحیان، شورش شیمابارا، مسیحیان پنهان، بازپرسی‌های دوران ممنوعیت مسیحیت در ژاپن، در این موزه به نمایش گذاشته شده است.